# 新SD戦国伝 伝説の大将軍編
新SD戦国伝 伝説の大将軍編（しんエスディーせんごくでん でんせつのだいしょうぐんへん）は、武者ガンダムシリーズの第5作である。

## 概要
プラモデルBB戦士の組立説明書に掲載されている漫画『コミックワールド』と、『デラックスボンボン』誌(1993年3月号～1994年1月号)上で掲載された漫画『SD武者ガンダム風雲録』で展開された。『SD戦国伝 武者七人衆編』より続いていた『風雲録』は本作で終了し、次作からは神田正宏によるコミカライズとなる。
前作『新SD戦国伝 地上最強編』の主人公らが引き続き登場し、プラモデルでも前作のキットの強化パーツが含まれるなど前作との関連性が強い。また『SDガンダム外伝』や『SDコマンド戦記』とのクロスオーバーも見られる。
今作の特徴として各キャラクターに心技体のパラメータが設定され、強さや能力の目安となっている。またBB戦士のキットの特徴として、通常の頭･腕･足に加えて各々のキャラクター性にあわせたアクションを可能とする関節が追加されている点が挙げられる。そのため、デフォルメ体系でありながら既存のBB戦士と比べて格段に表情付けが豊かになった。また、蹴りなどのややアクロバティックなポーズを重視するようになった。
登場人物は主に『機動戦士ガンダムF91』『機動戦士ガンダムF90』『機動戦士ガンダム シルエットフォーミュラ91』などのキャラクターや兵器がモデルになっている。
大将軍と頑駄無軍団は、この時代には組織として存在しない。頑駄無軍団は対闇将軍との戦いのため組織された物であり、大将軍はこの組織内部での最高位であった為である。そのため組織としては「天宮統一」という概念は無く、目的を果たしてからは、このブランク時期に自然消滅したものと推測される。
今作の頑駄無の軍団は轟天によって新たに組織された一団であり、新世大将軍による統治が確定してからは、「大将軍家所有の軍団」として存続していく事となる。

## あらすじ
地上最強の戦いから1年後。大蛇飛駆塞虫＜オロチビグザム＞に荒らされた天宮＜アーク＞の国は轟天頑駄無＜ゴウテンガンダム＞が先頭に立って復興し、平和な日々が戻ったかに見えた。だがある日、眠っていた轟天の前に光の力の化身である結晶鳳凰＜クリスタルフェニックス＞が現れ、天宮に新たな闇の勢力が迫りつつある事を伝え、勇気ある若者に授けるようにと轟天に三烈神の鎧を与えた。轟天は結晶鳳凰の意志に従い、地上最強の戦いで活躍した衛府弓銃壱＜エフキュウジュウイチ＞と流星頑駄無＜リュウセイガンダム＞、月光頑駄無＜ゲッコウガンダム＞の3人を集め、それぞれに烈光、烈空、烈破の鎧を与えた。そして3人に伝説の戦いが繰り広げられた聖なる山、悪無覇域夢山＜アナハイムさん＞へ向かうよう命じた。3人の若武者は2人の忍者、風車の百式とうっかりざくれろをお供に、東にある悪無覇域夢山を目指す。
だが、それと同時に結晶鳳凰が告げた闇の勢力も動き出した。彼らは新生闇軍団と名乗り、轟天が治める破悪民我夢の町＜バーミンガムの街＞に攻撃を仕掛ける一方、旅に出た烈光達に次々と刺客を差し向ける。数々の戦いに勝利し、烈光達はようやく悪無覇域夢山にたどり着いた。道中手に入れた光凰の弓と昇龍の矢で山頂にあった鳳凰像を射抜くと結晶鳳凰が出現。烈光と融合し伝説の大将軍・新世大将軍が誕生する。時を同じくして破悪民我夢の町に降臨する闇の権化・闇帝王。壊滅の危機に瀕した破悪民我夢自警団の前に新世大将軍が飛来し、闇帝王と一騎討ちを繰り広げる。そして遂に闇帝王を討ち滅ぼし、新生闇軍団を敗走させるのであった。天宮の国には平和が戻り、新世大将軍の元統治されることになる。

## 登場人物
括弧内はモチーフとなった兵器・キャラクター。ただし、モチーフについて公式には発表されていないので諸説ある。

### 頑駄無軍団
天宮の国の武者達。

#### 三烈神
轟天頑駄無より三烈神の鎧を与えられた若者。伝説の大将軍を求めて旅路に出る。
衛府弓銃壱＜エフキュウジュウイチ＞（ガンダムF91）
心：2　技：3　体：5
本編の主人公。“体”攻撃力に優れる。『地上最強編』の後に武闘家としての修行を積み、左手で剣術、右手で拳法を繰り出す自己流の武術・剣勢拳を身に着けた。鎧も闘破の鎧に新調。『地上最強編』の戦いが原因でヘビが苦手。モデルとなった人物は宮本武蔵という説がある。
烈光の鎧を得て三烈神の1人・烈光頑駄無となり、結晶鳳凰に認められ新世大将軍となる。続編『新SD戦国伝 七人の超将軍編』においても引き続き大将軍として天宮の国を治める。
武器
豪嵐丸/厳光の弓/トンファー/手甲
必殺技/剣勢拳
BB戦士 No.109/設定通りの武器を装備。パーツ着脱により軽装タイプ（旅姿）となる。厳光の弓から弾丸を発射。足首の軸が長く、巧みな重心設計により片足での蹴りポーズが可能。
烈光頑駄無＜レッコウガンダム＞
心：3　技：2　体：5
烈光の鎧を授かり改名。右半身に氷の力、左半身に炎の力を宿す。左右非対称のデザインが特徴。闘破の鎧も引き続き併用する。
必殺技/氷鋭拳、炎紅拳、氷嵐焼尽弾
BB戦士 No.109にNo.110の鎧を装着。
新世大将軍（ガンダムF91）
心：10　技：10　体：10
結晶鳳凰に選ばれた烈光が出世した姿。正義の心の高まりと太陽の輝きが呼応したとき、神馬凰形態へと変化し、最強武器の太陽砲が使用可能となる。
武器
光鳳剣＜コウホウケン＞/輝煌の軍配/大目牙撃砲＜オメガスマッシャー＞/太陽砲/戦武面＜バトルマスク＞
必殺技/魔劫消滅斬、紅蓮爆身砕、太陽砲
BB戦士 No.120/設定上は他の武者とほぼ同様の背丈だが、今作からシリーズ最終商品の大将軍のキットは大型化した。設定通りの武器を装備。パーツ着脱により軽装タイプとなる。神馬凰形態に変形。大目牙撃砲の展開するバックパックは三連大目牙＜トリプルオメガ＞に変形。大目牙撃砲、太陽砲から弾丸を発射。クリアパーツやジュエルシールを多用している。全身に関節があり、非常に多彩なポーズが可能。
流星頑駄無＜リュウセイガンダム＞（ネオガンダム）
心：3　技：5　体：2
修行中に衛府弓銃壱と出会い、共に腕を磨きあった剣士。“技”瞬発力に優れる。剣聖の鎧を装備。性格は明るく、一見いい加減に見えるが正義感の強い努力家であり、強い相手を見ると勝負を挑まずにはいられない根っからの剣豪気質の持ち主である。モデルは佐々木小次郎とみられる。
烈空の鎧を得て三烈神の1人・烈空頑駄無となり、続編「七人の超将軍編」において剣聖副将軍へと出世している。
武器
翼心丸/邪射鳥＜ジーバード＞
必殺技/白鷺の舞
BB戦士 No.112/設定通りの武器を装備。パーツ着脱により軽装タイプ（旅姿）となる。邪射鳥から弾丸を発射。上腕に回転軸があり、キットの2倍近い長さの刀で大胆な剣戟ポーズが決まる。
烈空頑駄無＜レックウガンダム＞
心：2　技：5　体：3
烈空の鎧を授かり改名。肩から広げた翼で飛行能力を得た。剣聖の鎧も引き続き併用する。
必殺技/飛燕返し
BB戦士 No.112にNo.110の鎧を装着。
月光頑駄無＜ゲッコウガンダム＞（シルエットガンダム）
心：5　技：2　体：3
殺駆雲斎の忍者養成所出身者で第144期生。忍者養成所卒業後、轟天頑駄無の元を訪ね、家臣となる。忍武の鎧を装備。轟天の命により、修行中の衛府弓銃壱・流星を呼び寄せた。普段は冷静沈着な性格で仲間たちの作戦参謀を務めるが、酒が入ると手がつけられないらしい。
烈破の鎧を得て三烈神の1人・烈破頑駄無となり、続編『七人の超将軍編』において隠密副将軍へと出世している。
武器
邪封丸/強爆銃＜ストロンググレネード＞/カギ爪/手甲剣/鎖鎌
必殺技/心眼朧月
BB戦士 No.111/鎖鎌を除く設定通りの武器を装備。パーツ着脱により軽装タイプ（忍者）となる。強爆銃から弾丸を発射。武器類の組換えで銃剣、薙刀、風車剣となる。腰に回転軸があり、忍者らしい腰の入ったポーズができる。
烈破頑駄無＜レッパガンダム＞
心：5　技：3　体：2
烈破の鎧を授かり改名。聖なる光により忍術、妖術、呪術の力が高まった。忍武の鎧も引き続き併用する。
必殺技/妖気殲滅破
BB戦士 No.111にNo.110の鎧を装着。

#### 仲間
三烈神の旅のお供と道中出会った仲間達。
風車の百式＜カザグルマのヒャクシキ＞（百式）
心：1　技：1　体：2
忍者養成所の第144期生。月光と同期の忍者である。花風車という風車型の手裏剣の使い手。実力はそこそこだが、性格が少々ひねており、さらに気分屋であるため、気分が乗らないとノーコンになってしまう。一説には百士貴一族の落ちこぼれともいわれる。モデルとなった人物は時代劇『水戸黄門』の登場人物風車の弥七。
続編『七人の超将軍編』において大将軍直属の密偵を務める。
武器
弥七丸＜ヤヒチマル＞/花風車
必殺技/花風車の舞
BB戦士 No.113/うっかりざくれろとセット。武者激闘と武者全武装の強化装備・風雷の神器も付属。
うっかりざくれろ（ザクレロ）
心：1　技：1　体：1
月光、百式と同じく忍者養成所の第144期生。何をやってもドジでうまくいかないため、殺駆雲斎により無期限の修行の旅に出された落ちこぼれ忍者。旅の途中に不良に絡まれたところを衛府弓銃壱に助けられ以来、彼のことを兄貴と呼び付きまとっている。食い意地が張っており、団子を百本食べて腹を壊したこともある。モデルとなった人物は時代劇『水戸黄門』の登場人物うっかり八兵衛。
続編『七人の超将軍編』において大将軍直属の密偵を務める。
武器
忍者鎌
必殺技/真空鎌鼬、げっぷ玉
BB戦士 No.113/風車の百式とセット
雷刃頑駄無＜ライジンガンダム＞（ヘビーガンダム）
心：2　技：3　体：5
武者激闘頑駄無が影舞乱夢＜エイブラム＞で修行を終えた新しい姿。匠殺駆秘蔵の雷刃の神器を譲り受けた。
武器
雷撃槍/氷雷剣
BB戦士ではNo.113 風車の百式とうっかりざくれろに付属の風雷の神器を武者激闘に装備させることで再現可能。
風刃頑駄無＜フウジンガンダム＞（フルアーマーガンダム）
心：3　技：2　体：5
武者全武装頑駄無が赤流火隠で修行を終えた新しい姿。匠殺駆秘蔵の風刃の神器を譲り受けた。
武器
風撃砲/鋼炎剣
BB戦士ではNo.113 風車の百式とうっかりざくれろに付属の風雷の神器を武者全武装に装備させることで再現可能。
武者頑星刃＜ムシャガンセイバー＞
心：5　技：5　体：2
異世界（SDコマンドワールド）から空間のひずみを経てワープしてきたガンセイヴァーZ。プライドが高く、卑怯な振る舞いを嫌う。ジェットモードへの変形機能は健在。弓と槍を使うことに長け、大将軍誕生の鍵となる光凰の弓と昇龍の矢を扱える唯一の人物でもある。たまに英語が混じる彼の言葉は、戦国伝の武者達には難解のようである。コミックワールドとSD武者ガンダム風雲録では設定が異なるが、いずれも使命を果たした後に元の世界へと帰っていった。
- コミックワールド版

二手に別れて行動していた烈破と烈空が千尋の谷で出会った男。傷ついていた自分を救ってくれた彼らを助けるために轟天から転送された鎧を纏い旅に同行する。異世界から呼び出されたショックで記憶を失い、銃火器は故障している。
- SD武者ガンダム風雲録版

天宮の危機を何らかの方法で知ったガンセイヴァーZが、Gアームズの世界から助けに来た姿。たびたび現れては烈光達を助け、風のように去っていった。
武器
迅翼の槍/サイドワインダー
必殺技/天空撃
BB戦士 No.118/No.70ガンセイヴァーΖの流用。迅翼の槍を装備。飛行形態に変形。光凰の弓が付属。
頑駄無真駆参＜ガンダムマークスリー＞（ガンダムMk-III/スペリオルドラゴン）
心：4　技：4　体：4
『コミックワールド』と『SD武者ガンダム風雲録』では設定が異なる。
- コミックワールド版

かつての武者頑駄無真悪参の子孫。無鉄砲で人を信じない性格。頑駄無軍団の秘宝・銀の楯を所有していたために結晶鳳凰と一時的に合体し、真駆参大将軍となった。真駆参大将軍となった時、烈光達に新生闇軍団の襲撃から守られ、力が全てではないと悟った彼は、その力を返し、新生闇軍団に立ち向かう決意を固めた。
続編『七人の超将軍編』において新世将頑駄無に就任する。
- SD武者ガンダム風雲録版

悪無覇域夢山にたどり着いた烈光達の前に現れた武者。真駆参大将軍となって魔殺駆を倒した後、別世界での仕事があるとして銀の盾を残して去っていった。
武器
参叉の槍/目牙光銃＜メガビームガン＞/銀狼剣/銀の楯
必殺技/参刃衝
BB戦士 No.119:設定通りの武器が付属。パーツ着脱で軽装タイプに、背面に装備した目牙光銃爆走四脚体型＜ブラスターケンタウロス＞となる。武者真悪参の鎧が付属し装備可能。またNo.43ナイトガンダムやNo.72バーサルナイトガンダムの鎧を装備させることもできる。烈光同様、片足での蹴りポーズが可能。昇竜の矢が付属。
真駆参大将軍
心：7　技：10　体：10
一時的に大将軍となった真駆参。
結晶鳳凰＜クリスタルフェニックス＞
光の力の化身。悪無覇域夢山に封印されていた。轟天に三烈神の鎧と天啓を授けた。最終的に弓銃壱と合体し、新世大将軍に出世変化させる。
続編『七人の超将軍編』においても新世大将軍と共にあった。

#### 破悪民我夢自警団
轟天頑駄無＜ゴウテンガンダム＞（プロトタイプガンダム）
心：7　技：7　体：7
大蛇飛駆塞虫に破壊された街を復興し、大将軍不在の天宮で最も信頼を集めていた英雄で、破悪民我夢の街を治めている。豪放磊落な性格で誰からも慕われている。悪無覇域夢山での修行中に夢の中で結晶鳳凰の啓示を受け、三烈神の鎧を授かった。そのお告げに従い、衛府弓銃壱・流星・月光に三烈神の鎧の鎧を託し、3人を悪無覇域夢山へと向かわせる。
武器
轟雷剣/轟天砲
BB戦士 No.110/設定通りの武器を装備。三烈神の鎧が付属し、闘覇の鎧、剣聖の鎧、忍武の鎧を三烈神の鎧の代わりに装着できる。轟天砲から弾丸を発射。目のシールは通常のものと転送能力発動時を表現したプリズムシールとの選択。上腕、前腕、拳に可動軸があり、従来の大型商品と比べても格段に表情付けが豊か。
姫天頑駄無＜ヒテンガンダム＞（ワイツミラージュ）
轟天のおてんば娘。しかし、掃除の腕前は天下一品。戦いの終了後には新世大将軍の妻となり、二児を授かる。
慶明璽武＜ケイミョウジム＞（ジム・カスタム）
自警団団長。轟天の旧友で軍師を務め、大胆な策で敵を翻弄する。
霞射鋭＜カスミイルス＞（ダギ・イルス）
くノ一。前作『地上最強編』に登場した猛者射鋭の妹。
必殺技/雲隠れの術
鵬猟角＜ホウリョウカク＞（ハーディガン）
瞬刃隊若頭。剣術を頼りに自ら切り込む豪胆な性格。
武器
鋼の刀/火縄銃
閃叉鉤＜センザク＞（ザクIIF2型）
瞬刃隊兵士。同じ姿をしている者が多数存在し、集団戦法を得意とする。
竜尖角＜リュウセンカク＞（アムロ専用Ζプラス）
輝槍隊若頭。緻密にして正確な戦法を操る。瞬刃隊が撹乱した敵を確実に倒していく。
武器
輝きの槍/刀
蜂雅・義羅＜ホウガ・ギラ＞（リア・ドーガ）
輝槍隊兵士。多数いる一般兵士。密集隊形から無数の槍を繰り出して敵を制圧する。
飛旋角＜ヒセンカク＞（スターク・ジェガン）
乱弓隊若頭。敵後方への牽制の役割を担う。地味ではあるが、その腕前は百発百中。
武器
乱れ弓/刀
矢鋭・麿璃音＜シェイ・マリーネ＞（ゲルググM）
乱弓隊兵士。多数の仲間が規則正しいリズムで矢を放ち、波状攻撃で敵を撃破する。
號雷角＜ゴウライカク＞（Gキャノン・マグナ）
迫砲隊若頭。豪放な性格と血の気の多さは鵬猟角に並ぶ。両肩から繰り出す砲術の攻撃力は自警団随一を誇る。
武器
大筒/刀
頑砲弐＜ガンキャノンツー＞（ガンキャノンII）
迫砲隊兵士。数と火力を活かした集中攻撃が得意。敵の早期警戒や敗走する敵への牽制などの役割を担う。
璽武参＜ジムスリー＞（ジムIII）
すべての部隊に配属されている一般兵。かつての璽武一族の流れを組む。各部隊によって装備が異なり、その器用さを買われて重宝されている。
暴呂＜ボロ＞（ボール+ハロ）
自警団の下級兵。戦力よりも数合わせで集められており、集団で敵を威嚇するのが主な役目。
殺駆雲斎＜ザクウンサイ＞
伝説の忍者仙人。月光（烈破）頑駄無、百式、ざくれろの師匠。『SD戦国伝 武者七人衆編』時代から健在で、当時の百鬼丸の師匠でもある。
匠殺駆＜ショウザク＞
頑固者の刀鍛冶。頑固一徹の職人気質だが、轟天頑駄無にだけは頭が上がらない。彼の刀を始め、風雷の神器も彼の作である。

### 影舞乱夢
頑駄無白龍大帝＜ガンダムハクリュウタイテイ＞（ガンダムGP01）
心：5　技：7　体：4
影舞乱夢の国主となった白龍頑駄無が龍帝の鎧といわれる龍輝宝を受け継ぎ、纏った姿。龍帝の再来を喜ぶ領民たちに敬意を込めて白龍大帝と呼ばれているが、自身はまだ修行不足として戸惑いを感じている。天宮の危機に蒼龍・紅龍を連れて駆けつけた。
後のシリーズ『BB戦士三国伝』にも名前は登場しており、彼の半生を描いた「白龍演義」は最も民衆の支持を受けている物語だという。
武器
真双龍刀/双爆砲
必殺技：龍帝逆鱗弾
BB戦士 No.115/設定通りの武器を装備。パーツの着脱で軽装タイプになる。双爆砲から弾丸を発射。上腕に可動軸があり、二刀流の大胆なポーズが決まる。青龍・赤龍の強化装備・龍牙の甲と龍尾の甲が付属。
蒼龍頑駄無＜ソウリュウガンダム＞（ガンダムGP02）
心：2　技：5　体：3
青龍頑駄無が龍輝宝の一部・龍牙の甲を受け継ぎ、出世した姿。大地の力を受け、さらなる剛力を発揮する。
BB戦士では青龍頑駄無に頑駄無白龍大帝付属の龍牙の甲を装備させることで再現可能。
紅龍頑駄無＜コウリュウガンダム＞（レッドウォーリア）
心：3　技：5　体：2
赤龍頑駄無が龍輝宝の一部・龍尾の甲を受け継ぎ、出世した姿。火力と索敵能力が向上している。
BB戦士では赤龍頑駄無に頑駄無白龍大帝付属の龍尾の甲を装備させることで再現可能。

### 赤流火穏
頑駄無阿修羅王＜ガンダムアシュラオウ＞（ガンダムF90）
心：7　技：4　体：5
父・鍾馗から王位を引き継ぎ、赤流火穏＜アルビオン＞の国主となった阿修羅頑駄無の新たな姿。赤流火穏に古くから伝わる鬼舞虎の像＜キマイラのぞう＞を受け継ぎ、様々な術法を使いこなす。政治は翔破にまかせっきりにして弟と修行に明け暮れていたが、かつての戦友の危機を知り、飛鳥・翔破を連れ天宮へ駆けつける。
武器
神威の戟/荒神の杵/武鋭須砲＜ヴェスキャノン＞
必殺技：業火光輪斬
BB戦士 No.116/設定通りの武器を装備。パーツの着脱で軽装タイプになる。武鋭須砲から弾丸を発射。腰に回転軸がある。仁王・不知火の強化装備・鳥面と獣面が付属。
飛鳥頑駄無＜アスカガンダム＞（ガンダムF90II）
心：5　技：3　体：2
仁王頑駄無が、兄の側近として鬼舞虎の像の鳥面を授かり、出世した姿。空を飛ぶことができ、その飛行距離は無限山脈を超えることができるといわれている。
BB戦士では頑駄無阿修羅王付属の鳥面を仁王に装備させることで再現可能。
翔破頑駄無＜ショウハガンダム＞（ガンダムMk-V）
心：5　技：2　体：3
不知火頑駄無が、阿修羅王の側近として鬼舞虎の像の獣面を授かり出世した姿。地上を駆ける能力が大幅に上昇している。
BB戦士では頑駄無阿修羅王付属の獣面を不知火に装備させることで再現可能。

### 新生闇軍団
闇帝王から力を与えられた魔殺駆が結成した軍団。闇帝王が甦らせた死霊武者を中心に、炎を操る炎魔忍軍、冷気を操る氷魔忍軍、妖術使いや妖怪変化からなる妖魔忍軍、飛行能力を持つ空魔忍軍の四部隊から構成される。次作『七人の超将軍編』にも引き続き登場。
モチーフはデラーズ・フリート、クロスボーン・バンガードなど。

#### 闇の権化
闇帝王（オリジナル）
魔殺駆が復活させた新生闇軍団の黒幕で全世界の完全制圧を目論む闇の権化。破悪民我夢の街の上空を覆う黒雲から出現した。出自や目的はすべて謎に包まれ、一説では異世界から現れたともいわれている。強力な妖術を操り、邪獣闇変化すればそれすら遥かに上回る戦闘力を発揮する。
武器/凶魔刀＜キョウマトウ＞。闇の力を吸い上げて強力な技を繰り出す。
鎧/冥皇の甲冑＜メイオウのカッチュウ＞。闇の中にいる限り傷一つ使いないといわれる闇の鎧。
暗黒結晶鳳凰＜ダーククリスタルフェニックス＞
闇の力の化身。闇帝王に代わり魔殺駆に命令を伝える。
魔殺駆＜マザク＞（シャア専用ザクII）
新生闇軍団頭領。通称「真紅の闇将軍」。闇に魂を売り渡し、闇帝王から暗黒の力を与えられた闇の武人。四魔忍軍を率いて闇帝王の復活を目論む。武術に優れ、知略に長け、闇帝王からもらった暗黒の力で軍団を指揮する。
闇帝王が滅び、敗走するも続編『七人の超将軍編』において再度新生闇軍団を挙兵する。後の作品にも度々登場。

#### 炎魔忍軍
漸羅＜ゼラ＞（ビギナ・ゼラ）
炎魔忍軍軍団長。四軍団長のリーダー。強い相手との戦いが生きがいの武人。
雷火＜ライカ＞（バウ）
炎魔忍軍第一の刺客。弟は氷魔忍軍の氷破。執念深い性格で、受けた屈辱はどんな手段を用いても報復する。
邪炎将＜ジャエンショウ＞（ガトー専用ゲルググ）
漸羅の側近。長刀使い。轟天のかつての旧友だったが、強すぎる野心ゆえに決別し、闇軍団へと降った。
炎蒸＜ホウジョウ＞（ゲルググJ）
中級武者。漸羅とともに舞鳥峠で烈光達を襲い、火刑で苦しめた。
武器／焼威刃
熱鬼兵＜ネッキヘイ＞（ザクIIF2型）
下級武者。自爆も辞さない忠誠心を持つ。
火影坊＜ホカゲボウ＞（ドワッジ改）
下級武者の砲兵。多くの仲間とともに炎を浴びせる集団攻撃を得意とする。
武器／炎散弾銃＜フレイムショットガン＞
鳳仙花＜ホウセンカ＞（ラフレシア）
炎魔忍軍の操る妖怪。内部から殺傷兵器蛮砕（バグ）を種のように放つ。

#### 氷魔忍軍
華紅羅＜ガーベラ＞（ガーベラ・テトラ）
氷魔忍軍の女軍団長。秘かに魔殺駆に対して尊敬以上の想いを寄せる。反抗するものには容赦なく攻撃を加える。
氷破＜ヒョウハ＞（ズサ）
氷魔忍軍第一の刺客。炎魔忍軍・雷火の弟。傲慢かつ冷徹な性格。兄との連携攻撃を得意とする。
白狼＜ハクロウ＞（高機動型ザクII改(シン・マツナガ専用機)）
氷魔忍軍の武人。狙った獲物を追い続ける執念深さを持つ。白狼変化の術で狼に変化する。
氷鬼＜ヒョウキ＞（マ・クベ専用グフ）
豪快かつ実直な武人。華紅羅に従って氷原と化した犀の河原で烈光たちの前に立ち塞がった。
武器／冷徹剣＜レイテツケン＞
霧氷斎＜ムヒョウサイ＞（シーマ専用ゲルググM）
下級武者。霧の中からの奇襲が得意。
氷虎＜ヒョウコ＞（ドラッツェ）
氷魔忍軍の操る妖怪。ソリ状の足で氷の上を高速移動する。

#### 妖魔忍軍
刃流刃浪＜ヴァルヴァロ＞（ヴァル・ヴァロ）
妖魔忍軍軍団長。怪力と両腕のハサミで相手を痛めつける残虐な戦法を好む。妖怪タイプに変化できる。
呪怪入道＜ジュカイニュウドウ＞（ザメル）
超重量級妖怪。破壊力が高く、城砦攻略などに使われる。左肩の棺からは邪悪な瘴気を散布させて敵を混乱に陥れる。
武器／破城槌＜はじょうつい＞。右肩に装備される武器。
妖雷＜ヨウライ＞（ギラ・ドーガ重装型）
妖怪・蝦蟇＜ガマ＞（アッザム）を操り、二身一体の姿で現れる。分身や巨大化などの妖術で相手を幻惑させる。
幻妖＜ゲンヨウ＞（ゲーマルク）
忍者。毒の呪術を使い、勝つためには手段を選ばない卑劣漢。
必殺技／土蜘蛛地獄の術
妖雲＜ヨウウン＞（ザクII）
妖術使い。足音も立てずに相手に接近して得意の爆撃の妖術を浴びせる。
蛇幻＜ジャゲン＞（ドライセン）
蛇の化身の妖怪武者。両肩にそれぞれ異なる毒の蛇がおり、右肩の青蛇は酸、左肩の赤蛇は石化毒を持つ。
爆妖飢＜バクヨウキ＞（ドム・トローペン）
陰陽師。呪怪入道や蝦蟇を召喚する。

#### 空魔忍軍
羽流鋭＜バルス＞（ベルガ・バルス）
空魔忍軍軍団長。自らの力に絶対的な自信を持ち、常に堂々とした戦いを好む。
翔狼士＜ショウロウシ＞（ドーベン・ウルフ）
空魔忍軍の副官。不言実行の武者。羽流鋭の信頼も厚く、重要な作戦では常に大役を任されている。
翔妃＜ショウヒ＞（キュベレイ）
くノ一。軍団随一の空中殺法の使い手。
必殺技／乱撃鋭爪弾
紅陽炎＜ベニカゲロウ＞（リゲルグ）
翔妃の率いる爆撃部隊の雑兵。仲間とともに連携攻撃を繰り出す。地上戦は苦手。
鵬翼＜ホウヨク＞（リック・ドムII）
頑強な武人。地上すれすれの低空飛行からその肉体を活かした突撃攻撃を行う。
風破＜フウハ＞（プロトタイプ・ケンプファー）
鎖鎌を使う忍者。カマイタチのごとき速度と切れ味が身上。
武器／尖鋭鎌

#### その他
紫電鬼＜シデンキ＞（バウ）
雷火と氷破が合体した姿。
必殺技／爆冷破＜ばくれいは＞。火炎と冷気の両方の妖力を同時に放つ。
泥駒＜デク＞（デナン・ゾン）
新生闇軍団の雑兵。数だけが取り柄。
死霊武者＜シリョウムシャ＞
闇帝王がかつての闇軍団の武将の姿や能力を複製して作り上げた泥人形。闇の力によって作られているため、夜闇以外では行動不能となる。殺駆頭に似ているが、あくまでその姿を複製しているだけで直接的な関連はない。

### SD戦国伝
同時期に展開していた番外編シリーズ。
当初はSD戦国伝本編と独立していたが、『七人の超将軍編』にて設定が使用され統合される。
千生将軍＜センナリショウグン＞
乱れた世に正義の心を燃やし、たった1人で世直しの旅を続ける男。人呼んで世直し将軍。
元は『超戦士ガンダム野郎』からのスピンオフ。
武器
双千剣/千生爆弾＜センナリボンバー＞（ひょうたん爆弾、千生馬印とも）/種子島武衛須馬＜タネガシマヴェスバー＞/四方八方刀
必殺技/千剣サラマンダー
千生大将軍＜センナリダイショウグン＞
殺駆三兄弟の孫から助け出したサラマンダーが合体し出世変化した姿。ただしサラマンダーの纏っていた炎が全身に回り、全治3ヶ月。
武器
千仞剣/千手盾＜センジュシールド＞/大目牙武衛須馬＜オメガヴェスバー＞
BB戦士 No.100/設定通りの武器を装備。パーツの着脱で軽装タイプ、千生将軍、千生大将軍となる。大将軍用パーツは組み替えて守護獣大爆火蜥蜴＜ダイバサラマンダー＞、千生鳳凰＜センナリフェニックス＞となる。大目牙武衛須馬から弾丸を発射。
雷帝千生神将軍＜ライテイセンナリシンショウグン＞
サラマンダーが落雷を受けて変身した超伐折羅曼蛇＜スーパーバサラマンダー＞と合体し神帝変化した姿。ただし合体直後に再度受けた落雷により、全治6ヶ月。
武器
千貫剣/獅噛剣＜シガミケン＞/千手盾＜センジュシールド＞
必殺技/千貫雷撃斬＜センガンライゲキザン＞、裂神雷斬波＜レッシンライザンハ＞
BB戦士 No.108/No.100千生大将軍から千生将軍を流用。設定通りの武器を装備。ただし獅噛剣は抜刀できない。パーツの着脱で軽装タイプ、千生将軍、雷帝千生神将軍となる。神将軍用パーツは組み替えて守護獣超伐折羅曼蛇となる。
元祖SD No.120/設定通りの武器を装備。パーツの着脱で軽装タイプ、千生将軍、雷帝千生神将軍となる。神将軍用パーツは組み替えて守護獣超伐折羅曼蛇となる。
飛天頑駄無超将軍＜ヒテンガンダムチョウショウグン＞（クラスターガンダム）
当初は謎の武者とされていたが、『七人の超将軍編』にてからくり一門のひとりと設定された。千生とは幼馴染。
魂駆羅星＜コアクラスター＞と合体し超将軍形態となる。
ピアス状の装飾やリベット表現等他の武者とは異なる試みが見られる。
武器
飛翔剣/駆羅星爆銃＜クラスターボーガン＞/爆撃風防＜ボンバーゴーグル＞
必殺技/魔界斬り
BB戦士 No.114/設定通りの武器を装備。パーツの着脱で軽装タイプになる。魂駆羅星と合体。爆撃風防着脱。駆羅星爆銃から弾丸を発射。
大牙頑駄無超将軍＜タイガガンダムチョウショウグン＞
飛天の兄として登場。千生とは友人。飛天同様『七人の超将軍編』にてからくり一門のひとりと設定された。飛天曰く「時間にだけはきっちりしている」。
魂大牙＜コアタイガ＞と合体し超将軍形態となる。
ピアス状の装飾やリベット表現等のデザインも飛天から継承。
武器
鋭爪剣/双駆羅星砲＜ツインクラスターキャノン＞/魂砲＜コアキャノン＞/爆撃風防＜ボンバーゴーグル＞
必殺技/魔界十文字斬り、爆裂雷撃一閃＜バクレツサンダーロード＞
BB戦士 No.122/No.114飛天頑駄無超将軍にパーツを追加。設定通りの武器を装備。パーツの着脱で軽装タイプになる。魂大牙と合体。爆撃風防着脱。双駆羅星砲から弾丸を発射。魂大牙は初魂駆羅星＜プロトコアクラスター＞と合体し双魂形態＜ダブルコアモード＞、更に飛天の魂駆羅星と合体し三魂形態＜トリプルコアモード＞となる。
謎の武者怪獣
千生大将軍の合体を解くほどの痛手を与えるが、直後に変化した雷帝千生神将軍に倒される。
鬼将軍
鬼が島に住む。多砲塔大戦車、鬼大魔神といった兵器を駆り飛天達に挑むがいずれも返り討ちに遭う。

## 用語
三烈神
天空三烈神の鎧を授かった3人。三烈神の鎧は強大な力を与えるが、長時間に渡って装着すると過大なダメージをもたらす。「天来変幻」の呪文を唱えることで瞬時に装着され、戦闘終了後に「天来返照」と唱えれば解除される。
後に『新SD戦国伝 超機動大将軍』の飛駆鳥、武零斗、羽荒斗が新三烈神として称号を受け継いでいる。

## ゲーム版
新SD戦国伝 大将軍列伝（スーパーファミコン）
SFCのリアルタイムSLG。「新SD戦国伝 伝説の大将軍編」を主軸としており基本的な展開はコミックワールド版に準じるが、『地上最強編』第2章の登場人物が再登場する他、番外編シナリオである特別合戦では後に七人の超将軍となる若武者の登場や、更には過去の時空に飛び『SD戦国伝 風林火山編』『天下統一編』の合戦に巻き込まれる場合があり『七人の超将軍編』までの歴代シリーズを統合した内容になっている。

## コミックス
- KCデラックス版
  - 『新装版　SD武者ガンダム風雲録　伝説の大将軍編』講談社、2013年1月23日。ISBN 978-4-06-376772-8

- 電子書籍版
  - 『SDガンダム風雲録 7』講談社、2016年8月25日。
  - 『SDガンダム風雲録 8』講談社、2016年8月24日。
  - 『SDガンダム風雲録 9』講談社、2016年8月24日。